# ريد 2
ريد 2 (بالإنجليزية: Red 2)‏ هو فيلم حركة أُصدر في الولايات المتحدة سنة 2013.

## طاقم التمثيل
- بروس ويليس
- جون مالكوفيتش
- ماري-لويز باركر
- كاثرين زيتا جونز
- أنتوني هوبكنز
- إيما هيمينج

## القصة
الجزء الثاني من فيلم الحركة الكوميدي الذي حقق نجاحًا كبيرًا عام 2010. تتبع القصة عميل مخابرات الـ CIA المتقاعد فرانك موسز الذي يجتمع مرة آخرى بفريقه غير التقليدي من العملاء المتقاعدين بدورهم وهذا لتعقب وإبطال مفجر نووي مفقود قد يسبب كارثة. وللنجاح في المهمة سيكون على الفريق أن يتخطوا جيشًا من القتلة المحترفين، إرهابيون، وموظفين حكوميين فاسدون.. الذين يسعون بدورهم إلى الوصول إلى السلاح الخطير. المهمة تجر موسز وفريقه على السفر إلى باريس، لندن وموسكو غير مسلحين ولا مستعدين.. وسيكون عليهم الاعتماد على بعضهم البعض وعلى مواهبهم القديمة للنجاة وإنقاذ العالم.

## الميزانية والإيرادات
بلغت تكلفة إنتاج الفيلم حوالي 84 مليون دولار بينما حقق أرباحاً تقدر بـ 129,326,930 دولار.

## روابط خارجية
- ريد 2 على موقع IMDb (الإنجليزية)
- ريد 2 على موقع ميتاكريتيك (الإنجليزية)
- ريد 2 على موقع الموسوعة البريطانية (الإنجليزية)
- ريد 2 على موقع روتن توميتوز (الإنجليزية)
- ريد 2 على موقع نتفليكس (الإنجليزية)
- ريد 2 على موقع قاعدة بيانات الأفلام العربية
- ريد 2 على موقع ألو سيني (الفرنسية)
- ريد 2 على موقع Turner Classic Movies (الإنجليزية)
- ريد 2 على موقع أول موفي (الإنجليزية)
- ريد 2 على موقع بوكس أوفيس موجو (الإنجليزية)